# Gérard Jouannest

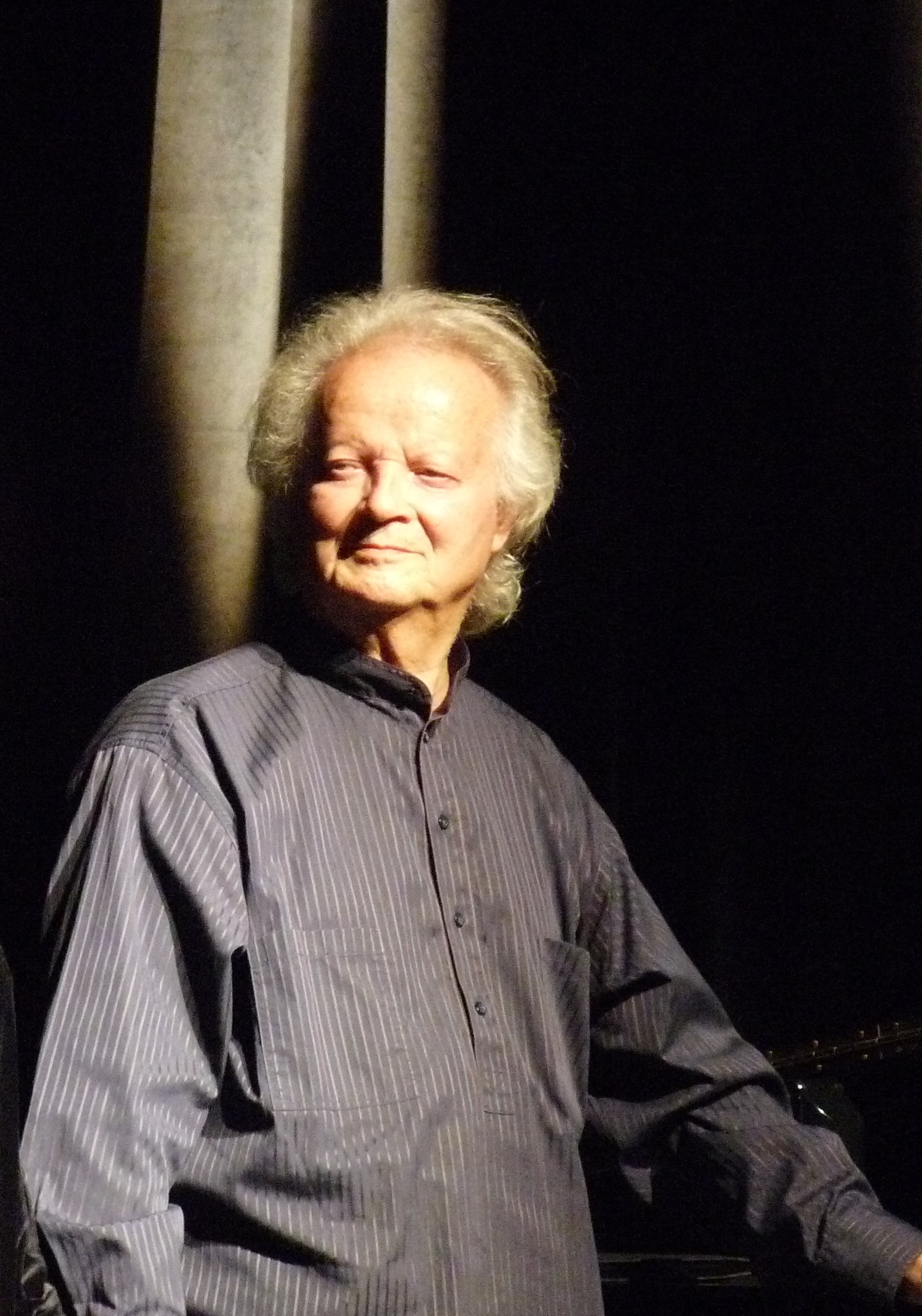
Jouannest in 2011

Gérard Jouannest (Vanves, 2 mei 1933 - Ramatuelle, 16 mei 2018) was een Franse pianist en componist die bekend werd als de vaste begeleider van Jacques Brel en na diens dood van Juliette Gréco, met wie hij in 1989 trouwde.
In november 1957 ontmoetten Brel en Jouannest elkaar voor het eerst. Vanaf december 1958 was Gérard vaste pianist van Brel, die toen al samenwerkte met dirigent François Rauber. Jouannest zou ook voor enkele tientallen Brel-chansons de muziek schrijven.
Jouannest componeerde onder meer:
- Marieke
- Les Vieux
- Madeleine
- Bruxelles
- La chanson de Jacky
- Le tango funèbre
- Fernand
- Mathilde
- Les Désespérés
- J’arrive
- Comment tuer l’amant de sa femme quand on a été comme moi élevé dans la tradition?
- Un Enfant

- Bibliothèque nationale de France: cb138957735 (data)
- Gemeinsame Normdatei: 134420373
- International Standard Name Identifier: 0000 0001 1023 8838
- Library of Congress Control Number: no2001052634
- Nationale Bibliotheek van Letland: 000313476
- MusicBrainz: 8628f05f-5c71-4253-875c-a3c82c0d1966
- Nationale Bibliotheek van Israël: 987007506190705171
- Nederlandse Thesaurus van Auteursnamen: 070672997
- Système universitaire de documentation: 076684067
- Virtual International Authority File: 32183631
- WorldCat: E39PBJpjg84X4C7BGw4bKY8pyd